# レッジェッロ
レッジェッロ（伊: Reggello）は、イタリア共和国トスカーナ州フィレンツェ県にある、人口約17,000人の基礎自治体（コムーネ）。

## 地理

### 位置・広がり

#### 隣接コムーネ
隣接するコムーネは以下の通り。括弧内のARはアレッツォ県所属を示す。
- カステル・サン・ニッコロ (AR)
- カステルフランコ・ピアーンディスコ (AR)
- フィリーネ・エ・インチーザ・ヴァルダルノ
- モンテミニャーイオ (AR)
- ペーラゴ
- ピアーン・ディ・スコ (AR)
- リニャーノ・スッラルノ

### 気候分類・地震分類
レッジェッロにおけるイタリアの気候分類 (it) および度日は、zona E, 2363 GGである。
また、イタリアの地震リスク階級 (it) では、zona 3 (sismicità bassa) に分類される。

## 行政

### 分離集落
レッジェッロには以下の分離集落（フラツィオーネ）がある。
- Cancelli, Canova, Cascia, Caselli, Ciliegi, Donnini, Leccio, Matassino, Montanino, Pietrapiana, Pontifogno, Prulli, Saltino, San Clemente, San Donato in Fronzano, Sant'Ellero, Tosi, Vaggio, Vallombrosa